# Apamea stygia
Apamea stygia är en fjärilsart som beskrevs av Dyar 1914. Apamea stygia ingår i släktet Apamea och familjen nattflyn. Inga underarter finns listade i Catalogue of Life.